# Wilde Sau
Pour les articles homonymes, voir Wilde Sau (homonymie).
La Wilde Sau est une rivière allemande de 13 km de long et un affluent de l'Elbe.

## Étymologie
Wilde Sau signifie « sanglier sauvage ».